# Beerfelder Galgen

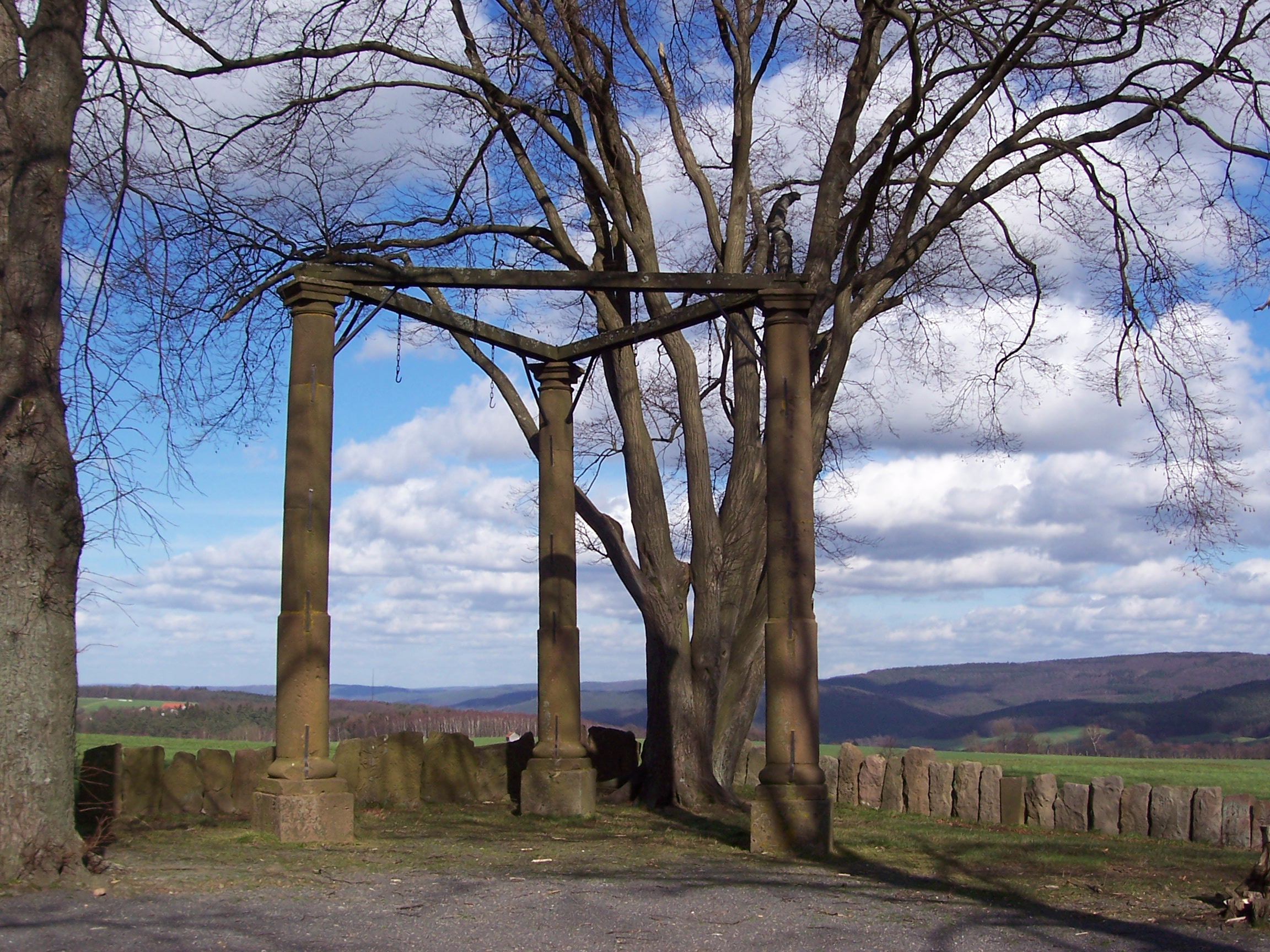
Beerfelder Galgen

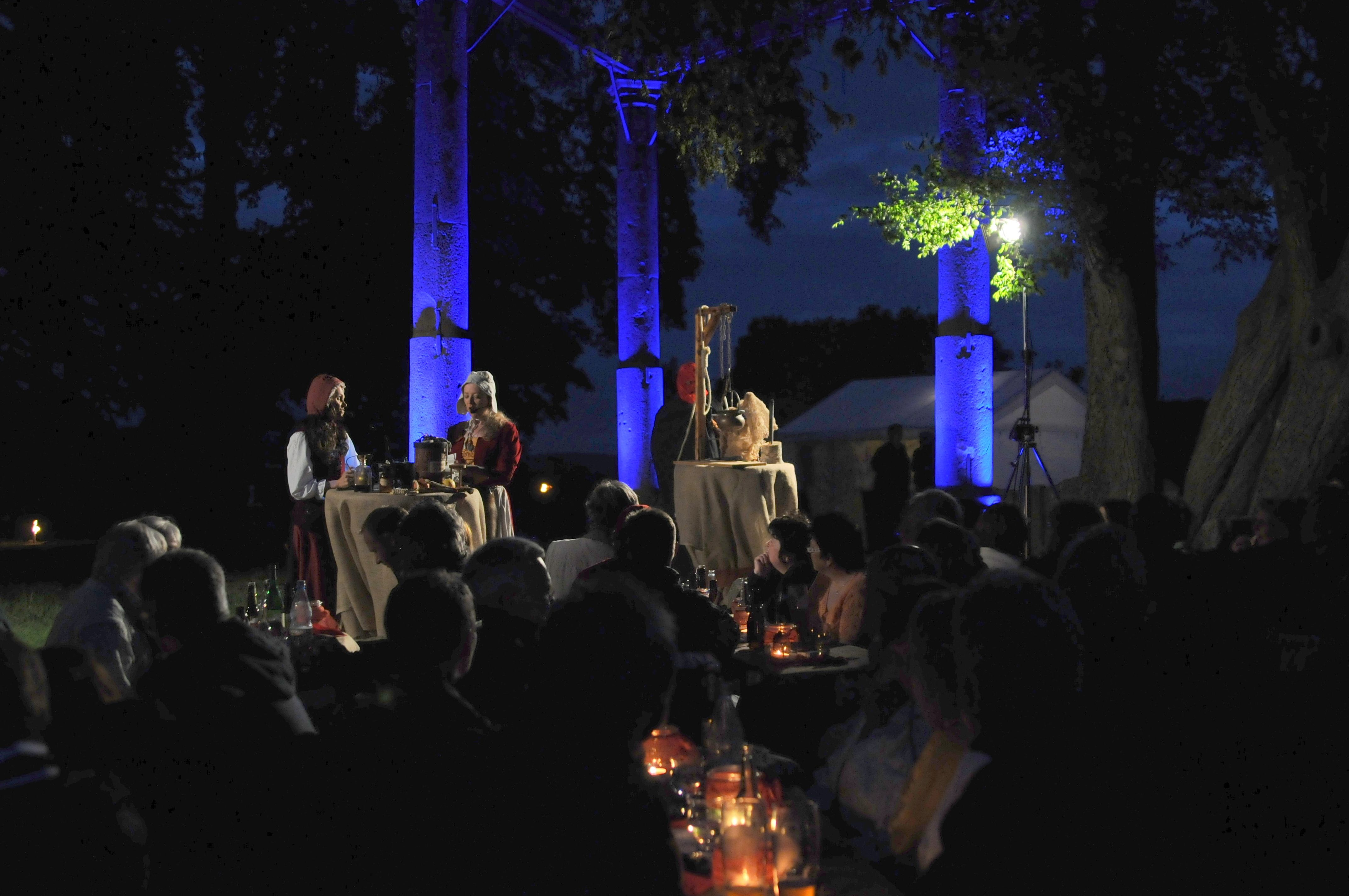
Der Beerfelder Galgen während einer szenischen Aufführung im Jahre 2013

Der Beerfelder Galgen, auf einer Anhöhe der Landesstraße in Richtung Airlenbach etwa 500 m westlich von Beerfelden gelegen, ist der größte und besterhaltene Galgen im Bundesgebiet. Er ist als Kulturdenkmal unter Denkmalschutz gestellt und aufgrund der landschaftlich reizvollen Lage ein beliebter touristischer Wegpunkt.

## Beschreibung
Drei Rotsandsteinsäulen von ungefähr fünf Metern Höhe wurden so aufgestellt, dass sie die Eckpunkte eines gleichseitigen Dreiecks bilden. Sie tragen drei im Dreieck angeordnete Querbalken, weshalb die Richtstätte auch als sogenannter „dreischläfriger Galgen“ bekannt ist.
Das vor dem Hochgericht liegende rote Sandsteinkreuz war die Stätte der Absolution des Delinquenten durch einen Geistlichen. Die Anlage war durch sieben Linden umfasst, was aus einer altgermanischen Tradition herrühren kann. Begrenzt ist der Richtplatz durch eine Stellsteinreihe.

## Geschichte
Der Galgen diente dem Hochgericht der Oberzent unter der Herrschaft der Grafen von Erbach; im Jahre 1806 wurde ihnen durch napoleonisches Recht die Gerichtsbarkeit entzogen, womit auch das Recht zur Verhängung der Todesstrafe endete.
Der Galgen wurde 1597 anstelle eines Holzgalgens errichtet. Die Zahl der hingerichteten Menschen ist unklar, es deutet jedoch einiges darauf hin, dass dort relativ wenige Personen den Tod fanden, was auch in der relativ liberalen Rechtsprechung des Grafenhauses Erbach begründet sein dürfte. In den Kirchenbüchern ist lediglich eine Hinrichtung im Jahre 1746 dokumentiert, die als gesichert gilt. Johann Adam Beisel aus Unter-Sensbach wurde wegen Diebstahl und Ehebruch gehängt. „Die letzte Hinrichtung am Beerfelder Galgen fand im Anfang des 19. Jahrhunderts statt. Nach Angabe der bei dem Brande von 1810 geretteten Chronik wurde der Galgen im Jahre 1592 erbaut. Seit 1892 gehört er dem Staate, und es ist also anzunehmen, daß für seine fernere Erhaltung Sorge getragen wird“, verlautet 1901 in der Zeitschrift Die Gartenlaube.
1814 schmiedeten vorüberziehende Kosaken im Zuge der Napoleonischen Kriege Hufeisen aus den Bandeisen des Galgens. Schon 1788 war der Abriss des Galgens angeordnet worden. Dieser Befehl drang aber offensichtlich nicht nach Beerfelden vor, genau wie die gleichlautende Anordnung des Großherzogs von Darmstadt aus dem Jahre 1806. Genaue Akten hierüber sind jedoch nicht erhalten, da das Archiv der Stadt Beerfelden bei einem Großbrand im Jahr 1810 völlig vernichtet wurde.

## Galerie

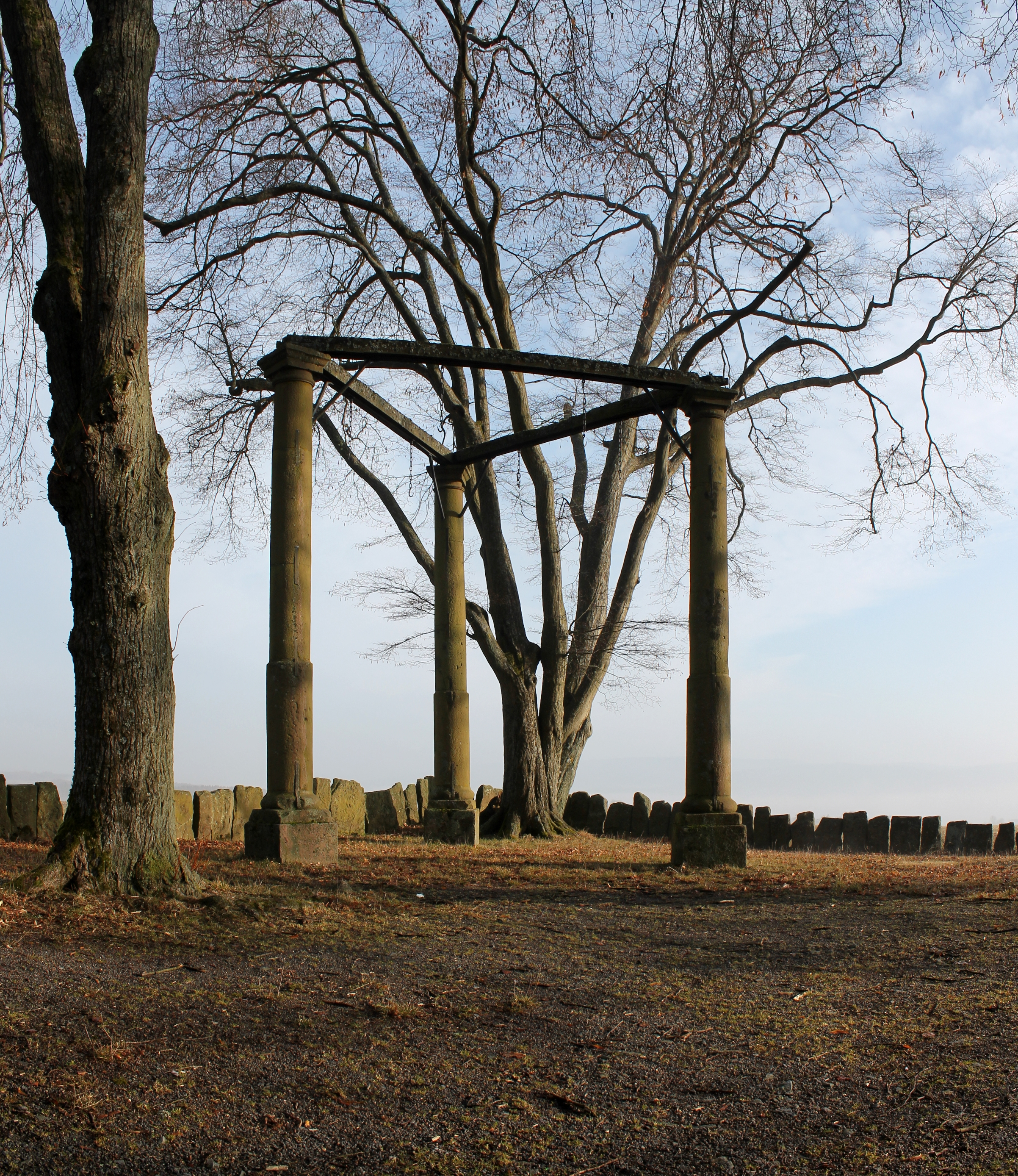
Galgen Richtung Norden
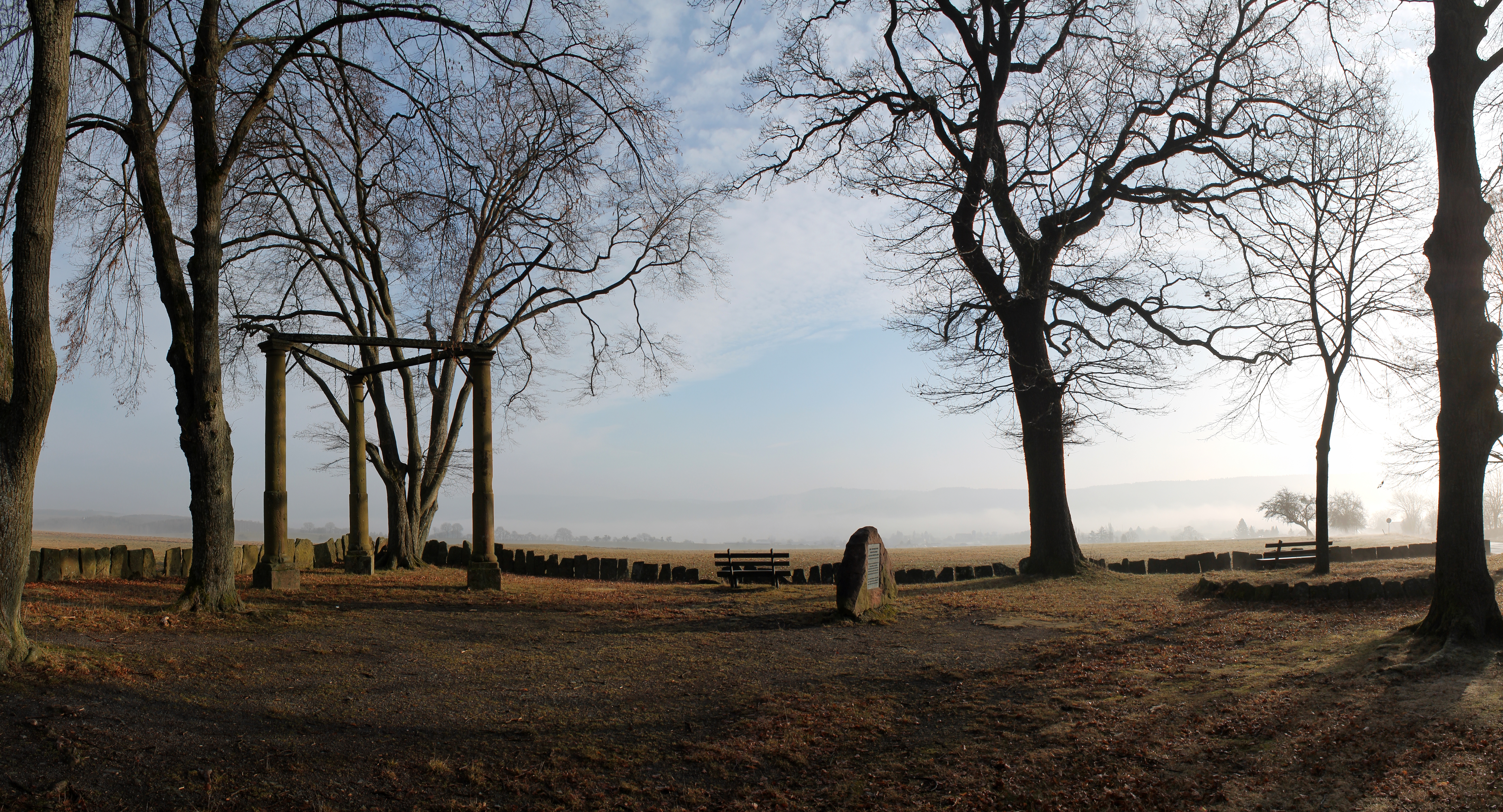
Galgen mit Richtstein
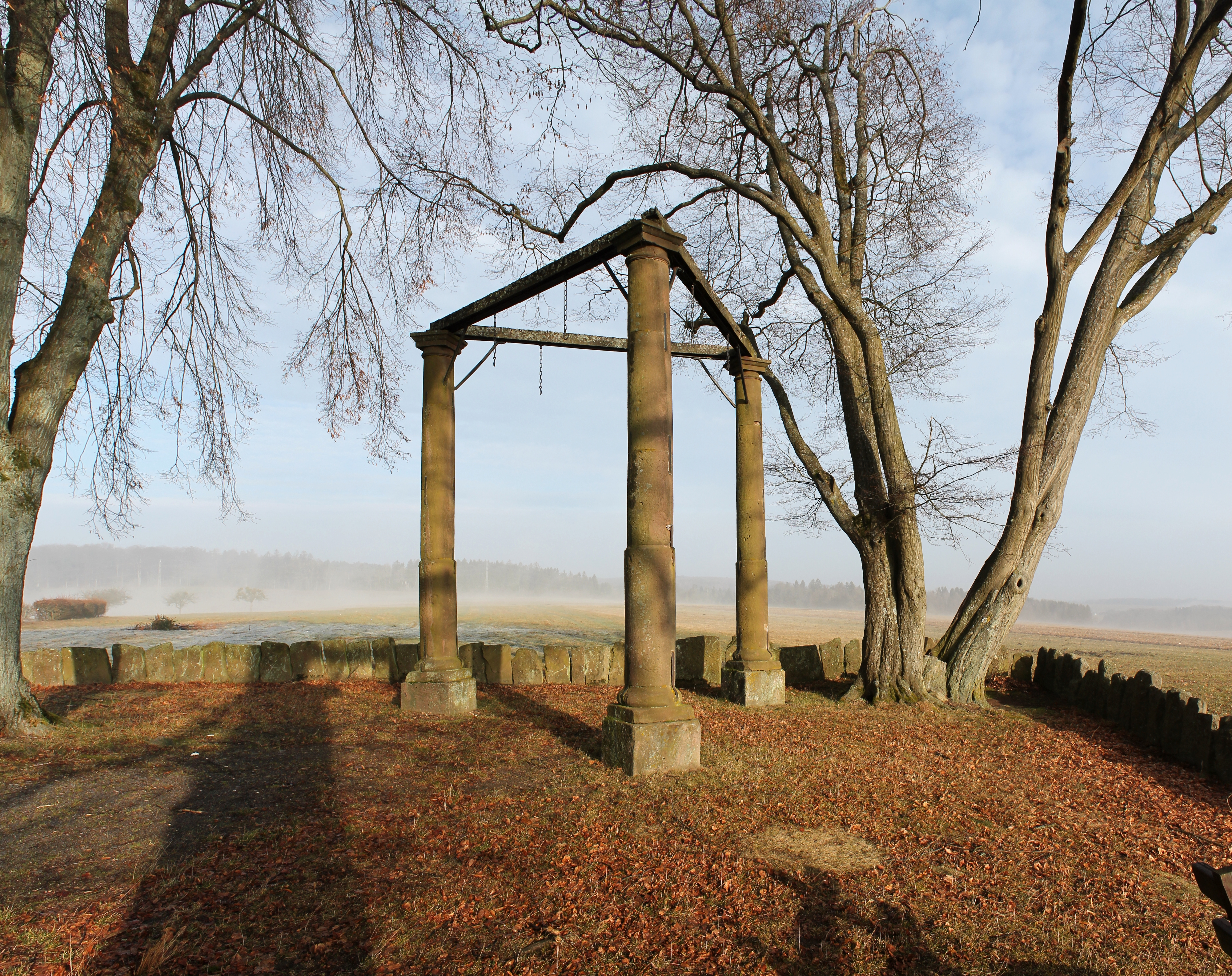
Galgen Richtung Osten
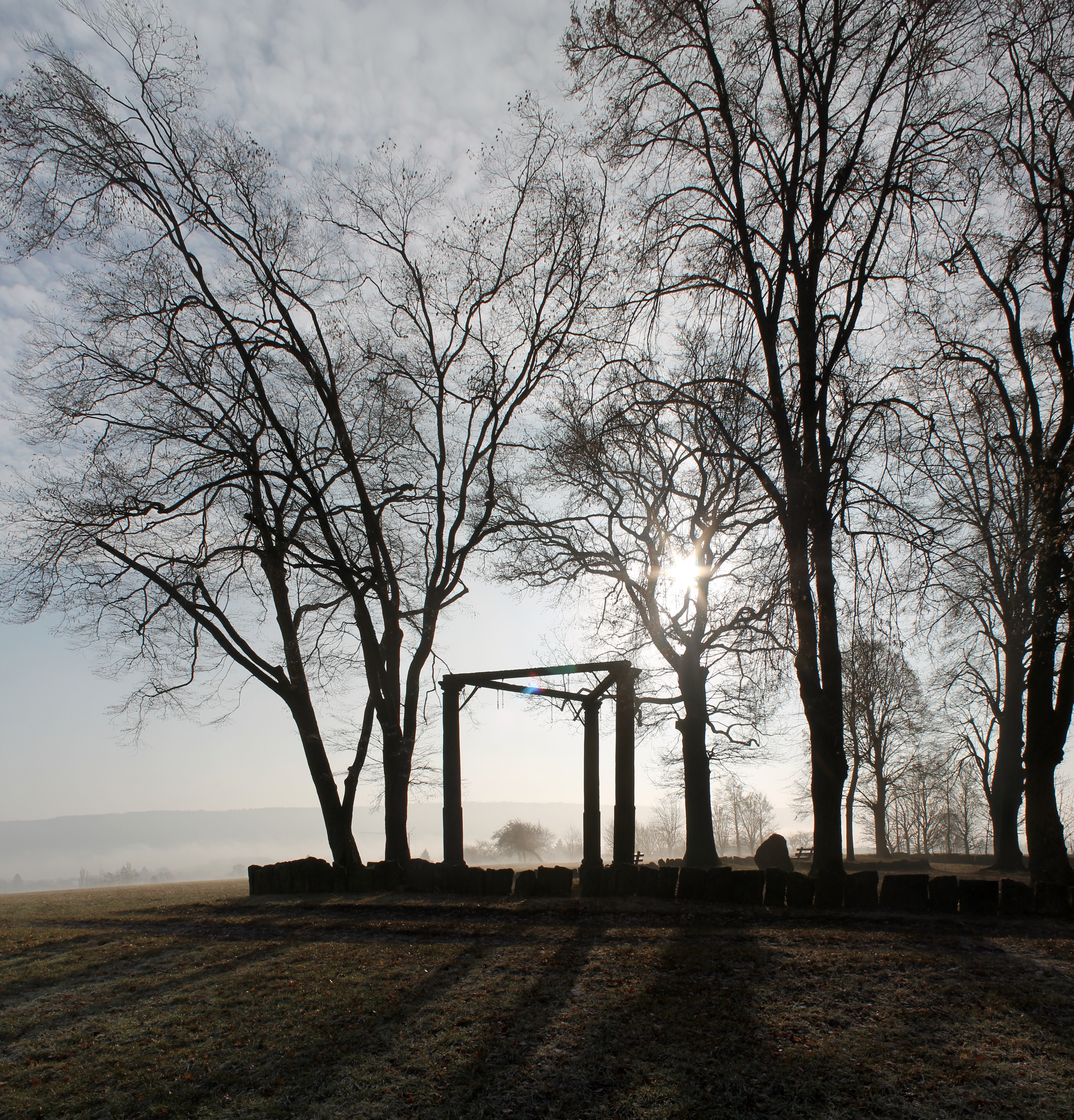
Galgen Richtung Süd-Ost

Im Odenwald ist noch eine weitere Hinrichtungsstätte erhalten geblieben, der Galgen Mudau.